# American Pie : Marions-les !
Pour les articles homonymes, voir American Pie.
Pour la série du film, voir American Pie (série de films).
Série American Pie
American Pie 2
(2001) American Pie 4
(2012)
Pour plus de détails, voir Fiche technique et Distribution.
American Pie : Marions-les ! ou Folies De Graduation : Le Mariage au Québec (American Wedding) est un film américain de Jesse Dylan sorti en 2003. C'est le troisième opus cinématographique de la série American Pie.

## Synopsis
Jim Levenstein (Jason Biggs) demande en mariage au restaurant sa copine Michelle Flaherty (Alyson Hannigan) lors de la célébration de leur diplôme. Cette dernière était une camarade de classe au lycée, avec laquelle il a vécu sa première vraie expérience sexuelle dans le premier opus. Jim oublie la bague chez lui mais son père la lui apporte. Michelle fait une gâterie à Jim sous la table tandis que son père arrive, Jim a bien du mal à rester stoïque. Son père veut l'emmener prendre l'air mais le pantalon de Jim est baissé et s'exhibe à moitié nu dans le restaurant. Jim fait sa demande devant son père ému mais oublie de rattacher le bouton de son pantalon.
Lors des fiançailles, les parents de Michelle (Harold et Mary) arrivent et ne connaissent pas Jim; l'arrivée de Stifler qui n'était pas invité met Jim dans une position délicate où l'on croie qu'il pratique la zoophilie.
Michelle cherche à trouver la robe parfaite tandis que Jim cherche à prendre des cours de danse; Finch trouve le styliste qu'il faut et toute la bande se dirige à Chicago où ils atterrissent dans un bar musical. Stifler drague une jeune femme sans se rendre compte qu'il est dans un bar gay ; humilié par les personnes présentes, Stifler offre au public un festival sur la piste de danse et rencontre un colosse "ours" qui se propose de l'aider à organiser l'enterrement de vie de garçon.
La sœur de Michelle, Candice (Cadence en VO) arrive et fait l'objet d'une rivalité entre Finch qui joue le mauvais garçon devant elle et Stifler qui joue le gentleman. Stifler donne dans le même temps des cours de danse à Jim.
Le soir où l'enterrement de vie de garçon a lieu, Stifler, Kevin, Finch sont présents ainsi que "ours" qui a amené des stripteaseuses; la fête devient de plus en plus déjantée... jusqu'à ce que Jim arrive avec ses beaux-parents; tout le monde se cache à temps mais la soirée vire au cauchemar pour Jim qui voit apparaître tous les protagonistes au fur et à mesure et qui le placent dans l'embarras. Il réussit à s'en sortir et Stifler se voit confier l'alliance par Mary.
Tout le monde se rend sur le lieu de la cérémonie, un magnifique hôtel au bord du Michigan. Stifler, en voulant nourrir les chiens d'Harold et de Mary jette involontairement l'alliance au moment où Candice l'embrasse.
Stifler attend que le chien "rejette" l'alliance naturellement mais est obligé de la manger car il a fait croire qu'il détenait une truffe en chocolat.
Jim reçoit une tondeuse en cadeau et s'épile le pubis mais il rejette les déchets par la fenêtre qui atterrissent dans les cuisines et rendent la pièce montée inconsommable.
Candice fait comprendre à Stifler qu'elle veut plus et propose de se retrouver dans le placard à minuit. Stifler, surexcité, trafique sans le vouloir le réfrigérateur où sont entreposés les fleurs et le champagne, ce qui n'échappe pas à Finch. Ce dernier veut que Stifler aide à faire diversion car la grand-mère de Jim désapprouve le mariage. Stifler refuse et explique vulgairement à Finch ce qu'il compte faire avec Candice qui arrive et comprend qui est le vrai Stifler. Après avoir découvert que toutes les fleurs sont mortes, Jim chasse Stifler de la fête. Ce dernier bien que vexé, se rend chez le fleuriste et réussit à convaincre la propriétaire de recomposer tous les bouquets en une nuit à l'aide de l'équipe de football américain dont il est entraîneur adjoint. Stifler est réintégré à la fête et Candice lui pardonne.
Jim confie à ses amis qu'il les remercie pour l'avoir soutenu toutes ces années. Stifler s'en va rapidement pour retrouver Candice dans le placard. Il la retrouve dans le noir mais l'on découvre qu'il s'agit de la grand-mère de Jim. Stifler est interrompu "en pleine action" par Kevin et Finch qui font des grimaces de dégoût.
La cérémonie commence et la grand-mère a retrouvé le sourire, selon le père de Jim grâce à l'évènement.
À l'ouverture du bal, Jim danse gracieusement, ce qui épate ses parents. Finch, resté seul à la table des mariés, retrouve Jeanine avec qui il se rend dans la chambre qu'elle a réservée où ils prennent un bain brûlant.

## Fiche technique
- Titre original : American Wedding
- Titre français : American Pie : Marions-les !
- Titre québécois : Folies de graduation : Le Mariage
- Titre provisoire : American Pie 3: Piece of Pie[1]
- Réalisation : Jesse Dylan
- Scénario : Adam Herz (en)
- Photographie : Lloyd Ahern II
- Montage : Stuart H. Pappé
- Musique : Christophe Beck
- Décors : Clayton Hartley
- Costumes : Pamela Withers
- Direction artistique : Gregory A. Weimerskirch
- Production : Chris Moore (en), Warren Zide, Craig Perry, Chris Bender (en) et Adam Herz (en)

Producteurs délégués : Louis G. Friedman, Chris Weitz et Paul Weitz
Producteur associé : Josh Shader
- Sociétés de production : LivePlanet, Universal Pictures et Zide-Perry Productions
- Distribution :

 États-Unis : Universal Pictures
 France : United International Pictures
- Budget : 55 millions USD[2]
- Pays d'origine :  États-Unis
- Langue originale : anglais
- Durée : 96 minutes
  - Version non censurée : 103 minutes
- Dates de sortie[1] :
  -  États-Unis : 24 juillet 2003
  -  France : 6 septembre 2003 (Festival du cinéma américain de Deauville) ; 15 octobre 2003 (sortie nationale)
  -  Belgique : 24 septembre 2003
  -  Suisse romande : 15 octobre 2003
  - Déconseillé aux moins de 10 ans

## Distribution
Source et légende : Version française (VF) et Version québécoise (VQ).
- Jason Biggs (VF : Cédric Dumond ; VQ : Olivier Visentin) : James « Jim » Levenstein
- Alyson Hannigan (VF : Virginie Ledieu ; VQ : Aline Pinsonneault) : Michelle Flaherty-Levenstein
- Eugene Levy (VF : Michel Papineschi ; VQ : Raymond Bouchard) : Noah Levenstein
- Seann William Scott (VF : Jérôme Pauwels ; VQ : Patrice Dubois) : Steve Stifler
- Eddie Kaye Thomas (VF : Julien Sibre ; VQ : Tristan Harvey) : Paul Finch
- Thomas Ian Nicholas (VF : Damien Witecka ; VQ : Martin Watier) : Kevin Myers
- January Jones (VF : Valérie Siclay ; VQ : Catherine Bonneau) : Candice (VO : Cadence) Flaherty
- Deborah Rush (VQ : Johanne Garneau) : Mary Flaherty
- Fred Willard (VF : Hubert Drac ; VQ : Luis de Cespedes) : Harold Flaherty
- Eric Allan Kramer (VF : Patrick Osmond ; VQ : Alain Zouvi) : « Ours » / M. « la bonne du curé » ("M. Belvédère" en québécois)
- Nikki Ziering (VQ : Anne Bédard) : officier Krystal
- Amanda Swisten : Fraülein Brandi
- Molly Cheek (VF : Anne Kerylen) : Mme Levenstein
- Jennifer Coolidge (VF : Martine Meiraghe ; VQ : Claudie Verdant) : Jeanine Stifler
- Angela Paton (VQ : Béatrice Picard) : la grand-mère de Jim
- Reynaldo Gallegos (VQ : Daniel Lesourd) : Leslie Summers
- John Cho : John
- Justin Isfeld : Justin
- Lawrence Pressman : le coach

## Production
À l'origine, le scénario devait se concentrer sur le mariage des parents de Stifler, avec Finch qui va essayer de les empêcher. Tim Allen et Chris Penn étaient tous deux attachés au projet, sachant que Chris Penn avait joué le père de Stifler dans des scènes coupées d'American Pie 2.

### Casting
Plusieurs personnages des deux premiers films sont absents : Chris « Oz » Ostreicher (Chris Klein), Chuck Sherman (Chris Owen), Heather (Mena Suvari), Vicky (Tara Reid), Nadia (Shannon Elizabeth), Matthew Stifler (Eli Marienthal), Jessica (Natasha Lyonne) et Tom Myers (Casey Affleck). Les scénaristes ont en effet estimé qu'il était impossible de créer des histoires intéressantes pour tous ces personnages. Seul Oz devait à l'origine être inclus, mais Chris Klein n'était pas libre lors du tournage.

### Tournage
Le film a été principalement tourné en Californie (Comté d'Orange, Université Chapman, San Marino, Long Beach, Ontario, Pasadena, Half Moon Bay, Universal City). Des scènes aériennes ont été réalisées à Chicago.

## Distinctions
Entre 2003 et 2004, American Pie : Marions-les ! a été sélectionné 20 fois dans diverses catégories et a remporté 7 récompenses,.

### Récompenses
- MTV Movie Awards 2004 : meilleure scène de danse décerné à Seann William Scott (pour la danse disco).
- Prix du jeune public 2004 :
  - Prix du jeune public du meilleur film que vos parents ne voulaient pas que vous voyiez,
  - Prix du jeune public de la personne la plus méprisable décerné à Seann William Scott.

### Nominations
- Festival du cinéma américain de Deauville 2003 : Premières - Hors compétition pour Jesse Dylan[8].
- Prix du jeune public 2004 : 
  - Meilleur film de comédie,
  - Meilleur acteur de cinéma dans un film de comédie pour Seann William Scott,
  - Meilleure actrice de cinéma dans un film de comédie pour Alyson Hannigan,
  - Meilleure crise de colère pour Jason Biggs,
  - Scène la plus embarrassante pour Seann William Scott,
  - Meilleur baiser pour Jason Biggs et Alyson Hannigan.

## Box-office
- France : 1 952 904 entrées[9]
- États-Unis : 104 565 114 $[2]
- Mondial : 231 449 203 $[2]

## Analyse